# بين فرنسيسكو
بين فرنسيسكو (بالإنجليزية: Ben Francisco)‏ هو لاعب كرة قاعدة أمريكي، ولد في 23 أكتوبر 1981 في سانتا آنا في الولايات المتحدة.

## وصلات خارجية
- بين فرنسيسكو على موقع دوري كرة القاعدة الرئيسي (الإنجليزية)
- بين فرنسيسكو على موقعبيزبول رفرنس.كوم (الدوري الرئيسي) (الإنجليزية)
- بين فرنسيسكو على موقعبيزبول رفرنس.كوم (الدوري الثانوي) (الإنجليزية)
- بين فرنسيسكو على موقع إي إس بي إن.كوم (أم.أل.بي) (الإنجليزية)
- بين فرنسيسكو على موقع مشجعي الرسوم البيانية (الإنجليزية)